# Понизов’я (Кімрський район)
Понизов’я (рос. Понизовье) — присілок в Кімрському районі Тверської області Російської Федерації.
Населення становить 0 осіб. Входить до складу муніципального утворення Устиновське сільське поселення.

## Історія
Від 2005 року входить до складу муніципального утворення Устиновське сільське поселення.

## Населення
| 1859 | 2002 | 2010 |
| ---- | ---- | ---- |
| 24   | ↘0   | →0   |